# Monte Disgrazia
Der Monte Disgrazia ist der Hauptgipfel der nach ihm benannten Gruppe und einer der eindrucksvollsten Berge der Ostalpen. 
Er misst 3678 m s.l.m. und steht abseits des Hauptkammes der Bernina-Alpen zwischen zwei Seitentälern des Veltlin, dem Val Malenco im Osten und dem Val Masino im Westen, vollständig auf italienischem Boden (Provinz Sondrio). Er bildet eine ca. 600 Meter lange mehrgipflige Mauer, die in nordwestlich-südöstlicher Richtung verläuft. Blickt man von Nordwesten oder Südosten, erscheint er als scharfes, elegantes Horn. Das Veltlin bei Sondrio überragt er um knapp 3400 Meter.
Im Gegensatz zu den übrigen Bergen der Gegend, welche aus granitischen Gesteinen bestehen, wird der Monte Disgrazia durch Talk-Olivin-Schiefer und Serpentinite aufgebaut.
Der Normalaufstieg erfolgt vom Rifugio Cesare Ponti im Südwesten des Berges über die Sella di Pioda und den Nordwestgrat (G 4; II).
Die Erstbesteigung erfolgte am 23. August 1862 durch Leslie Stephen, Edward Shirley Kennedy und Thomas Cox mit Melchior Anderegg als Bergführer.

## Weblinks

Monte Disgrazia, historisches Luftbild von Werner Friedli (1964)